# Мережа неурядових організацій Бангладеш з питань радіо та зв'язку
Мережа неурядових організацій Бангладеш з питань радіо та зв'язку (бенг. বাংলাদেশ এনজিওস নেটওয়ার্ক ফর রেডিও অ্যান্ড কমিউনিকেশন) — національна мережева організація в Бангладеш.
Її заявлені цілі включають побудову демократичного суспільства, заснованого на принципах вільного потоку інформації, а також справедливого та доступного доступу до інформаційно-комунікаційних технологій для розвитку (ІКТ4Д) для віддаленого та маргіналізованого населення. Організація зареєстрована Міністерством права, парламенту та юстиції уряду Бангладеш як траст і заснована у 2000 році відповідно до статті 19 Хартії про білль про права ООН.
Мережа здійснює діяльність, спрямовану на підтримку клубів радіослухачів, радіоаматорів, громадських радіо- і телевізійних станцій, а також інтернет-радіо в прибережних районах.